# Дарданельська битва (1807)
Дарданельська битва — морська битва, що відбулась 22-23 травня 1807 року поблизу протоки Дарданелли в Егейському морі між російським та османським флотами під час російсько-турецької війни 1806—1812 років.
Була частиною Другої Архіпелазької експедиції російського флоту.

## Передумови
7 березня 1807 року російська ескадра під командуванням віце-адмірала Д. М. Сенявіна підійшла до острова Тенедос, щоб спільно з британською ескадрою під командуванням віце-адмірала Джона Дакворта та російською чорноморською ескадрою контр-адмірала С. А. Пустошкіна взяти участь в спільному ударі по Константинополю. Проте через відмову британців від спільних дій та через неготовність Чорноморського флоту до прориву через Босфор цю операцію довелось скасувати.
Оскільки Константинополь дуже залежав від морських поставок, Сенявін вирішив блокувати Дарданелли та змусити османський флот прийняти бій в морі. 22 березня російська ескадра, висадивши десант, заволоділа островом Тенедос та, використовуючи його як базу, блокувала Дарданелли.
Блокада тривала 2 місяці і викликала повстання яничарів, внаслідок якого султан Селім III був скинутий з престолу. Новий султан Мустафа IV наказав прорвати блокаду за будь-яку ціну.

## Хід битви
19 травня османський флот (8 лінійних кораблів, 6 фрегатів та 55 малих суден) під командуванням капудан-паші Сеїта-Алі вийшов з Дарданелл з метою захопити Тенедос та змусити росіян зняти блокаду протоки. Після невдалої спроби висадити на острів десант османські кораблі відійшли до острова Мавро. 22 травня російська ескадра (10 лінійних кораблів та 1 фрегат) підійшла до Мавро з метою атакувати противника, але османський флот, ухиляючись від бою, став швидко відходити до Дарданелл. О 18-30 біля входу в протоку головний корабель російської ескадри наздогнав османський флагманський корабель (75 гармат) та вступив у бій з ним. Поступово підходили й інші російські кораблі, які також вступали у бій. Маневруючи, вони зруйнували бойовий стрій ескадри противника, яка стала відходити в протоку. Кораблі Сенявіна продовжували переслідування кораблів противника, але сильний вогонь берегових батарей та настання темряви дозволили османському флоту заховатись у протоці.
Вранці 23 березня поблизу азійського берега російські кораблі помітили 3 османських кораблі, що відстали від основних сил, та атакували їх. Проте османам вдалось відійти під прикриття берегових батарей.

## Наслідки
У Дарданельській битві росіяни втратили 82 чоловік вбитими та пораненими. Османський флот втратив близько 2000 чоловік. 3 лінійні кораблі були сильно пошкоджені та непридатні для подальшого використання. Проте перемога росіян була не остаточною.
Сенявін продовжував блокаду Дарданелл ще місяць, аж до Афонської битви, в якій османський флот був остаточно розгромлений.

## Див. також

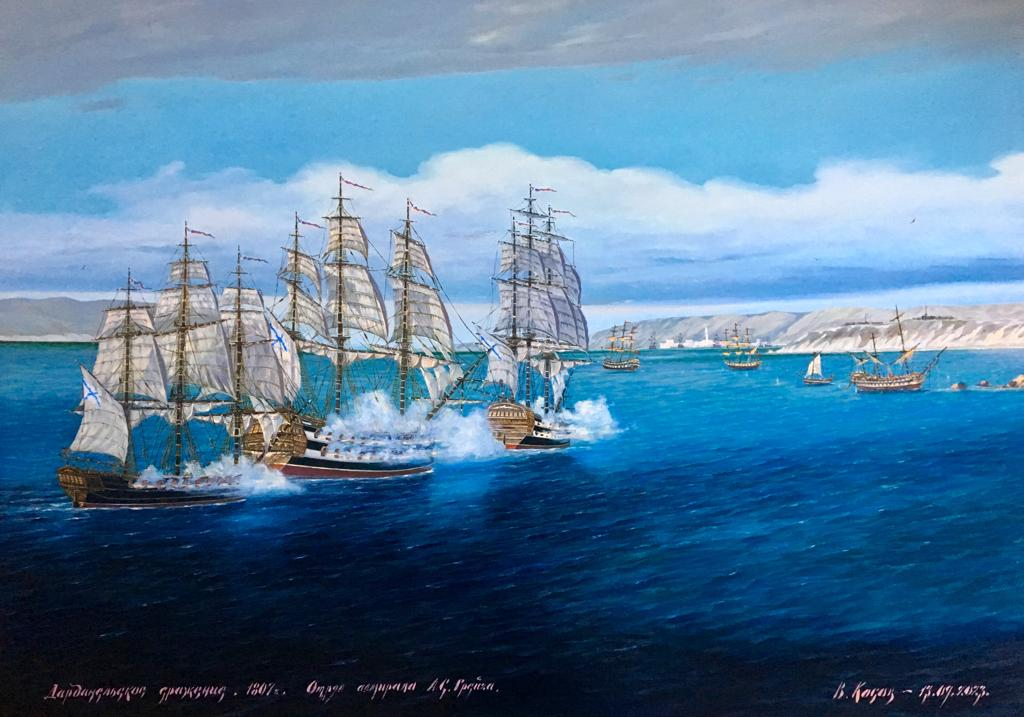
Битва за Дарданелли. 1807 рік Загін адмірала А. С. Грея.